# Xivita de les Tuamotu
La xivita de les Tuamotu (Prosobonia parvirostris) és un ocell limícola de la família dels escolopàcids (Scolopacidae). Considerada diversos autors l'única espècie del gènere Aechmorhynchus, avui és ubicada a Prosobonia. Habita les costes de l'arxipèlag Tuamotu, al Pacífic.